# 로베르트 슈타들로버
로베르트 슈타들로버(Robert Stadlober, 1982년 8월 3일 ~ )는 오스트리아의 배우, 성우, 가수이다.

## 내력
슈타들로버는 프리에자흐에서 태어나 Sankt Lorenzen bei Scheifling에서 여동생과 함께 자랐다. 어릴 때부터 아역과 성우로 활동하였으며, 2000년에는 영화 《크레이지》로 명성도를 올리게 되었다. 2004년에는 《썸머 스톰》에서 성 정체성을 고민하게 되는 십대의 모습을 보였다. 슈타들로버는 게리(Gary)라는 인디 록 밴드에서 리드 싱어와 기타를 맡고 있다.

## 출연 작품
- 《에너미 앳 더 게이트》(2001년) - 정찰병 역
- 《엔젤 앤 조》(2001년)
- 《소피》(2002년)
- 《썸머 스톰》(2004년) - 토비 역
- 《검은 양 대소동》(2006년)
- 《프리 투 리브》(2007년)
- 《크라바트》(2008년) - 뤼슈코 역
- 《아프리카의 쌍둥이타워》(2008년)
- 《오버로드: 11구역》(2017년) - 라이너 역